# Maximilian Mutzke
Maximilian Nepomuk Mutzke, noto anche come Max Mutzke (Waldshut-Tiengen, 21 maggio 1981), è un cantante tedesco.
Ha rappresentato la Germania all'Eurovision Song Contest 2004 svoltosi a Istanbul, dove ha presentato il brano Can't Wait Until Tonight.

## Discografia
- Max Mutzke (2005)
- ...aus dem Bauch (2007)
- Black Forest (2008)
- Home Work Soul (2010)
- Durch Einander (2012)
- Max (2015)
- Colors (2018)